# جيري كار (سياسي)
جيري كار هو سياسي أمريكي، ولد في 1936، وتوفي في 8 ديسمبر 2019. انتخب عضو مجلس ولاية كانساس ‏.